# Tungnafellsjökull
Tungnafellsjökull – siódmy pod względem wielkości lodowiec Islandii. Jego powierzchnia to 48 km².